# نشان جاوید
نشان جاوید یکی از نشان های افتخار در ایران بود که در زمان محمدرضا پهلوی ایجاد شد. این نشان با انقلاب ۱۳۵۷ در ایران لغو شد.

## طراحی و ساخت
این نشان یک نشان دو رو و از جنس نقره بوده و دارای طراحی منحصر بفردی می باشد. 
روی مدال شامل یک هفت ضلعی منتظم می باشد که نوک آن به سمت بالا بوده و کلمه «جاوید» درون آن دیده می شود. زمینه این هفت ضلعی با مینای سرخ رنگ آمیزی شده است. اطراف این هفت ضلعی با منحنی های در هم رفته ای احاطه شده که با مینای آبی تزئین شده اند. در بالای این منحنی ها و در بالاترین قسمت این نشان تاج پهلوی قرار گرفته است. قسمت خارجی این نشان با دو شاخه بلوط تزئین شده است.
همین عناصر و تزئینات در پشت نشان دیده می شود با این تفاوت که کلمه «شهید» جایگزین کلمه «جاوید» گردیده است.
روبان این نشان دو رنگ و به رنگهای سرخ و سیاه است بطوریکه نواری سیاه در وسط زمینه سرخ و بصورت افقی قرار گرفته است. این روبان بر خلاف بسیاری از نشان های دیگر به شکل پاپیون گره خورده است.

## اهدا
این نشان توسط محمدرضا پهلوی به بازماندگان سربازان و نگهبانانی که جان خود را برای حفاظت از وی از دست داده بودند اهدا شد و روزی با این نام (روز جاوید) در تقویم ثبت شد.